# 91 км (зупинний пункт, Придніпровська залізниця)
Платфо́рма 91 км — пасажирський залізничний зупинний пункт Криворізької дирекції Придніпровської залізниці на електрифікованій лінії Верхівцеве — Кривий Ріг-Головний. Розташована в місті Кривий Ріг Дніпропетровської області між станціями Кривий Ріг-Головний (6 км) та Кривий Ріг-Сортувальний (3 км).

## Пасажирське сполучення
На Платформі 91 км зупиняються приміські електропоїзди сполучення Дніпро — Кривий Ріг.